# San Martino Valle Caudina

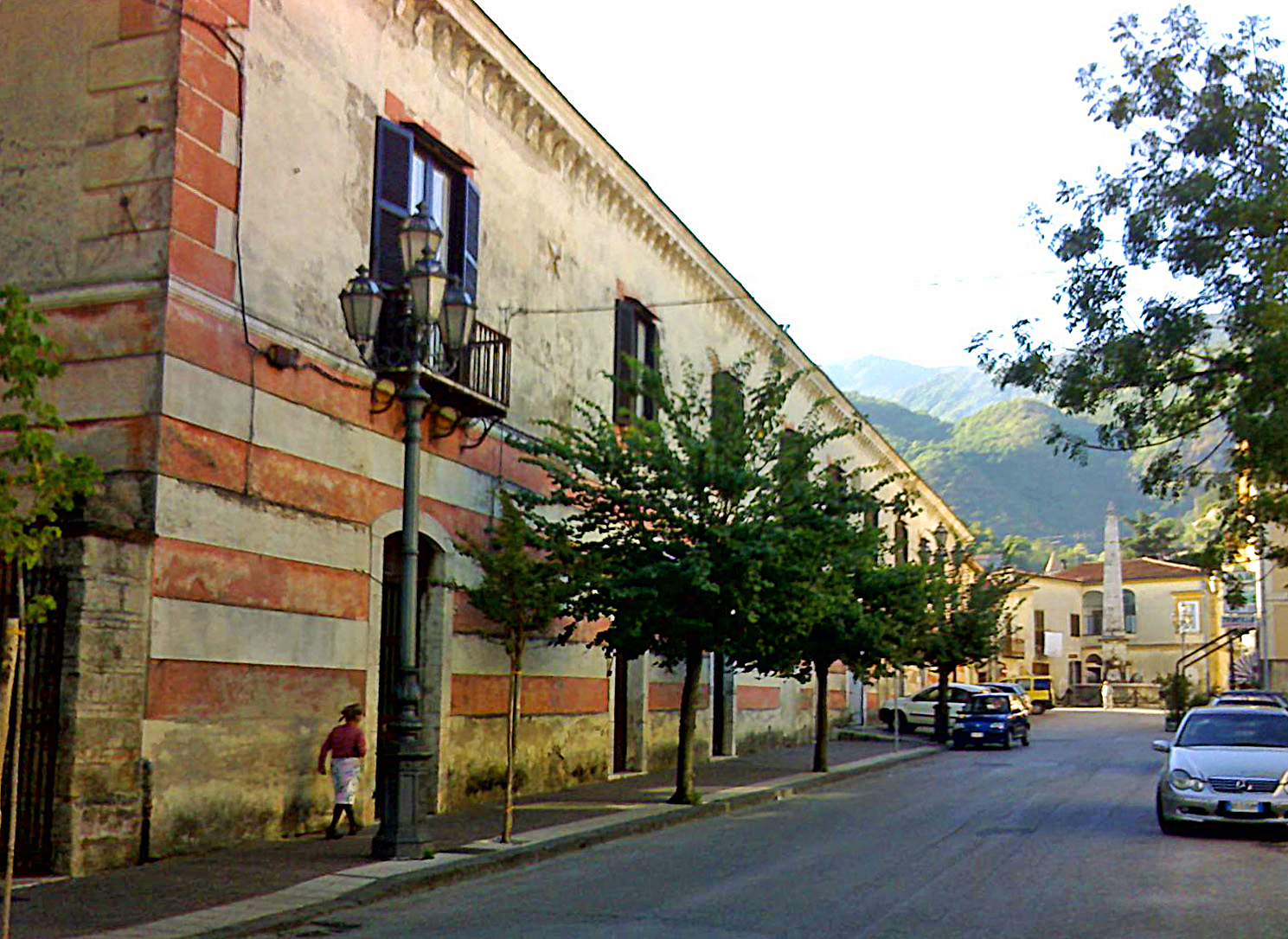
San Martino Valle Caudina

San Martino Valle Caudina ist eine italienische Gemeinde mit 4796 Einwohnern (Stand 31. Dezember 2023) in der Provinz Avellino in der Region Kampanien. Sie ist Teil der Comunità Montana Partenio - Vallo di Lauro.

## Geografie
Die Nachbargemeinden sind Avella, Cervinara, Montesarchio (BN), Pannarano (BN) und Roccabascerana. Die Ortsteile lauten Campanino, Casadami, Clementi, Crocevia, Girone, Iardino, Innocenzi, La Pietra, Mancini, Masseria Teti, Poeti, Quercino, Rocchi, San Palerio, Stazione di San Martino Valle Caudina (Scalo), Tedeschi, Tufara, Vernilli und Vitaliani.